# Primera intervención francesa en México

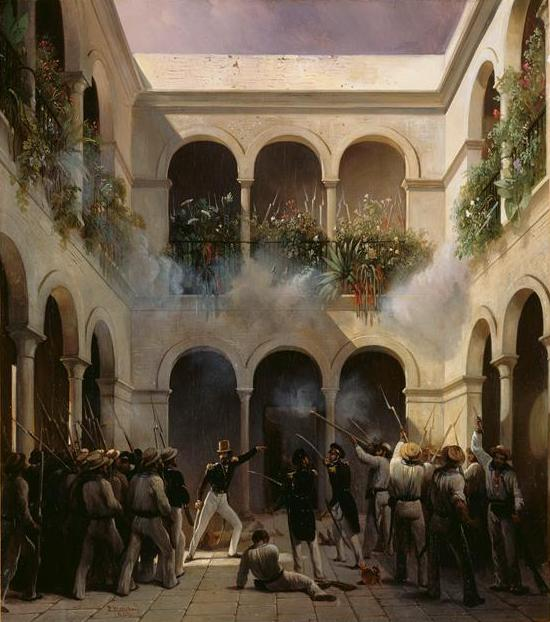
Combate de Veracruz 1838. El Príncipe de Joinville ataca la casa del general Arista.

La primera intervención francesa en México, también conocida como la guerra de los pasteles o primera guerra franco-mexicana, fue el primer conflicto bélico entre México y Francia. Tuvo lugar del 16 de abril de 1838 al 9 de marzo de 1839. 
En 1827 se había celebrado un convenio con Francia bajo el nombre de Declaraciones Provisionales, que sentaban las bases para el futuro arreglo de las relaciones entre ambos países.                             
A través del barón Antoine-Louis Deffaudis, embajador francés, los comerciantes franceses avecindados en México enviaron una serie de reclamaciones, que fueron recibidas en París con alarma. Entre estas reclamaciones se encontraba la del señor Remontel, dueño de un restaurante de Tacubaya, donde algunos oficiales del presidente Santa Anna se habían comido en 1832 unos pasteles sin pagar la cuenta (posiblemente fue por daños al restaurante), por lo cual exigía ser indemnizado. Ese fue el motivo por el cual el pueblo mexicano identifica esta guerra con Francia con el nombre de «guerra de los pasteles». Adicionalmente, ese mismo año, un ciudadano francés fue fusilado en Tampico, acusado de piratería, lo que tensó aún más las relaciones entre ambos países. La guerra tuvo lugar entre el 16 de abril de 1838 y el 9 de marzo de 1839.
México había acabado en 1836 la guerra con Texas, y el 28 de diciembre España reconoció finalmente la independencia de México (lo que eliminaba el problema de atacar un territorio reclamado por un país amigo), y llegado el año de 1838, aún no se había podido concertar un tratado definitivo en virtud de que el representante francés, el barón Antoine-Louis Deffaudis, no estaba de acuerdo con dos artículos del convenio. En consecuencia, Deffaudis abandonó su misión diplomática en México y regresó a Francia, para volver al poco tiempo (marzo) acompañado de diez barcos de guerra que apoyaban las reclamaciones de su gobierno: las fragatas Nereida, Gloria y Efigenia; la corbeta Criolla; las bombarderas Vulcano y Cíclope y los bergantines Coracero, Alcibiades y Eclipse. Fondearon frente a la isla de Sacrificios, Veracruz, amenazando con invadir el territorio mexicano si México no cumplía las condiciones que Deffaudis plasmó en un ultimátum, que vencía el 15 de abril.
Desde uno de los barcos envió Deffaudis el ultimátum en el que presentaba las reclamaciones de los súbditos franceses en México, por los perjuicios sufridos en sus personas y propiedades durante los movimientos revolucionarios ocurridos en el país.
Como el gobierno de Anastasio Bustamante se negara a tratar con Deffaudis mientras hubiera fuerzas navales francesas frente a Veracruz, el comandante de estas, almirante Bazoche, declaró bloqueados todos los puertos del golfo, incautó las naves mercantes mexicanas, comenzando un bloqueo que duraría ocho meses, desde el 16 de abril de 1838, fecha en que se rompieron las relaciones entre ambas naciones.
Al ver que México no cedía ante la presión de tener sus dos principales fuentes de ingresos fiscales bloqueadas, Francia envió en octubre veinte barcos más al mando del contraalmirante Charles Baudin, veterano de las guerras napoleónicas, con el carácter de ministro plenipotenciario del gobierno francés, y se reunió en Xalapa con el ministro de Relaciones Interiores y Exteriores de México, don Luis G. Cuevas, para efectuar negociaciones.
En el último proyecto de bases para el arreglo, el plenipotenciario reclamaba del gobierno mexicano la celebración de un tratado de amistad, comercio y navegación entre los dos países que concediera derechos preferentes a los franceses.
Además, México debería pagar a Francia, en el término de treinta días, la cantidad de 800 000 pesos que se aplicarían del modo siguiente: 600 000 para la liquidación general de los daños sufridos por los franceses y 200 000 como indemnización de los gastos de la flota francesa anclada en la costa mexicana.

## Hechos
Al no ser aceptadas las demandas por el gobierno mexicano, la flota francesa abrió fuego contra el fuerte de San Juan de Ulúa y el puerto de Veracruz el 21 de noviembre de 1838, en el marco de la Batalla de San Juan de Ulúa (1838). Al día siguiente, ambas posiciones capitularon, marcando el inicio de la guerra.
El gobierno mexicano reprobó dichas capitulaciones y, el 30 de noviembre, emitió un decreto declarando la guerra al Rey de Francia. De inmediato, solicitó a Antonio López de Santa Anna que asumiera el mando de las tropas para iniciar la ofensiva contra los franceses.
Santa Anna llegó a Veracruz y se dispuso a defender la ciudad, comunicando al contraalmirante Charles Baudin que las capitulaciones no habían sido aprobadas. En respuesta, Baudin ordenó el desembarco de una columna de mil hombres con artillería, cuyo objetivo era capturar a Santa Anna. El 4 de diciembre de 1838, las tropas francesas desembarcaron en Veracruz. Santa Anna reunió fuerzas y entabló combate, sin resultados decisivos. Paralelamente, en Tampico, un grupo de aventureros franceses desembarcó, pero fue derrotado por el coronel mexicano Gregorio Torres, quien ordenó fusilar a los prisioneros.
Ante la resistencia mexicana, Baudin ordenó el reembarque de sus tropas. Durante la persecución, un disparo de cañón francés hirió a Santa Anna en una pierna, lo que obligó a amputarla y lo llevó a usar posteriormente una prótesis de madera. Después, Baudin dispuso un bombardeo de la ciudad, por lo que Santa Anna ordenó la evacuación de Veracruz, replegándose hasta Pocitos, a una legua de distancia.
El bloqueo impuesto por Francia afectó gravemente la economía mexicana, incentivando el contrabando a través de Texas. Sin embargo, el gobierno texano, temeroso de ser incluido en el bloqueo, organizó la captura de contrabandistas mexicanos. El 6 de septiembre de 1837, Texas negoció con Francia —a través de Estados Unidos— para que un buque francés reforzara el bloqueo contra México, a cambio de que no se afectaran sus intereses. Posteriormente, al persistir la negativa mexicana a aceptar las exigencias francesas, Baudin recibió el mando de veinte barcos adicionales, que llegaron en octubre de 1838, exigiendo compensaciones por los gastos del bloqueo.
Dado que el bloqueo francés afectaba también a intereses europeos, la marina británica envió a la Flota de las Indias Occidentales para mediar en el conflicto. El diplomático británico Richard Pakenham logró reunir a los representantes mexicanos Guadalupe Victoria y Eduardo Gorostiza con Baudin. El 9 de marzo de 1839, se firmó un tratado de paz en el que México se comprometía a pagar 600 000 pesos en indemnizaciones, sin otorgar garantías especiales a extranjeros en el futuro. A cambio, Francia levantó el bloqueo, desistió de reclamar compensaciones por los gastos de guerra y devolvió las naves incautadas.